# Álvaro Dávila
Álvaro Dávila, también conocido como Álvaro de Ávila, fallecido en 1435, fue un noble español.

## Biografía
Hijo de Sancho Sánchez Dávila, V señor de San Román, Guadamora y La Ventosa, y de su esposa Inés Fajardo (hija de Alonso Yáñez Fajardo, I adelantado mayor del Reino de Murcia).
En 1411, en reconocimiento por servicios en la guerra contra los moros en la toma de Antequera, Fernando, a la sazón Infante de Castilla y Regente de la Corona, nombra a Dávila mariscal de Castilla.
En 1413, en Barcelona, el rey le dona formalmente la villa de Fuente el Sol, con derecho de mayorazgo.
Funda en 1419 el señorío de Peñaranda, luego Peñaranda de Bracamonte, de que fue el primer señor, que muchos años después devino en el condado de Peñaranda de Bracamonte. Forma dicho señorío comprando en 1409 la mitad del lugar de Peñaranda al alguacil mayor del infante Fernando. En 1418, compra la otra mitad a los herederos del montero mayor del rey, y se convierte en primer señor de Peñaranda. Contaba el señorío al momento de su fundación de 17 casas; Dávila adoptó medidas para incrementar la población. El historiador Alfonso Franco Silva considera a Dávila "el verdadero fundador del que muchos años más tarde sería el Condado de Peñaranda."
Fue mariscal de Aragón, y camarero de Fernando I, amén de ser mayordomo de su hijo Pedro, infante de Aragón.

## Matrimonio
Casó con Juana de Bracamonte, III señora de Fuente el Sol y Rubí de Bracamonte, hija de Robert de Bracquemont y de su primera esposa Inés de Mendoza y Ayala, y sus bodas se celebraron en Sevilla, según la Crónica de Juan II.

## Descendientes
Su hija Aldonza de Bracamonte, casó Diego de Valencia, un mariscal de Castilla. Su nieto también fue mariscal de Castilla: Alfonso de Valencia y Bracamonte.
Su hija Inés de Bracamonte enviudó de su primer marido y en segundas nupcias se casó con Pedro Luján, camarero del rey.: 79 
Su hija Leonor de Bracamonte casó Fernán Sánchez de Alvarado, señor de la casa de Secadura.: 80  El nieto de este matrimonio es padre de los hermanos Pedro de Alvarado, adelantado, gobernador y capitán general y sus hermanos Jorge de Alvarado, gobernador y capitán general, Gonzalo de Alvarado, gobernador y capitán general, y Gómez de Alvarado.